# 石亭の戦い
石亭の戦い（せきていのたたかい）は、228年8月に中国揚州の石亭（現在の安徽省六安市舒城県）で呉と魏の間に起こった戦い。

## 呉の謀略
魏は過去に数度にわたり呉に出兵していたが、連敗を喫している。その中で魏の揚州牧兼都督揚州諸軍事であった曹休は、227年に審徳を斬り皖城を奪回すると、呉側からは韓綜が曹休に帰順するなど降伏者も出てきていた。こうした中、呉の孫権は鄱陽郡の太守であった周魴に対して魏への偽装投降をするように命じた（呉志「周魴伝」）。これは、曹休を呉の領内に誘い込んで殲滅するための計略であった。ただ、曹休は曹丕（文帝）の時代からの魏の軍事面での重鎮であったことから、周魴は偽装投降の芝居を徹底した。その後、周魴は魏の領内に間諜を送り、曹休に投降の意思を七通にも及ぶ手紙で伝えたり、彼の屋敷に孫権の詰問の使者まで訪れさせたり、さらにその使者に役所の前で断髪と謝罪をさせられたりというようなことを行わせた。この迫真の演技に曹休はすっかり騙されてしまったのか、荊州諸軍事を任されていた司馬懿と、豫州諸軍事を任されていた賈逵までをも別働隊として、総勢15万以上もの兵を率い呉に進軍させた。

## 曹休惨敗
曹休の軍が侵攻してきたと知った孫権は、陸遜を大都督に任命し、軍の総指揮を委ねた。陸遜は石亭にほど近い皖へ全琮や朱桓を率いて出陣した（魏志「明帝紀」、呉志「呉主伝」）。一方、曹休は周魴の言に従って石亭へ進軍。しかし彼は皖に孫権軍がいると知ると、事の全てを悟った。だがここで撤退しては恥の上塗りになり、また自軍が大軍である事から、彼は進軍を続けさせた。これより前に、賈逵に対しては曹休と合流するようにという詔勅が下っていたが、彼は曹休がおびき出されて敗戦に陥ると予測し、すぐに石亭へと向かった。しかし行軍途中で、既に曹休は陸遜軍の待ち伏せや、朱桓と全琮の軍による左右からの奇襲によって、壊滅に近い状態になり（呉志「陸遜」伝）、退路もふさがれたと聞いた。賈逵はさらに速度を速めて進軍し、旗指物と陣太鼓で自軍を多く見せかける事で呉の待ち伏せの兵を退却させた。呉軍の包囲から魏軍は命辛々逃れることとなった。また雍涼の軍勢を率いる司馬懿も江陵を降せず、江陵からの撤退を余儀なくされた。曹休は呉軍に敗北し、皖城も失った。この戦いで魏は数万人以上の死者や捕虜を出すなど、大損害を受けて大敗した（魏志「明帝紀」、呉志「呉主伝」）。

## 賈逵と曹休
奇襲を受け軍が壊滅に瀕した際、曹休自身も危うく命を落としそうになったが、何とか命を取り留めている。これは従軍していた王淩の奮戦もあり（魏志「王淩伝」）、また予想される逃走経路をあらかじめ塞ごうという朱桓の計略が、事前に孫権と作戦を協議していた陸遜に採用されなかったという側面もあるが（呉志「朱桓伝」）、中でも賈逵が曹休の敗北をいち早く予想し、救援に来たことが大きかった。曹休にとっては、賈逵は命の恩人となったのだが、曹休は賈逵に対して、礼ではなく叱責を食らわした。その理由は、救援に来るのが遅かったという理不尽なものであった。二人は以前から仲が悪く、これ以前にも曹休が賈逵の昇進の邪魔までしたことがあった。このため賈逵は、保身のために汲々とせざるを得なくなっていたという。

## 戦後処分
戦いの後、孫権は凱旋した陸遜を歓待し、皇帝並の待遇を与えた。また、この戦いを勝利に導いた周魴は裨将軍に任命され一躍出世した。229年には孫権は皇帝を自称した。一方魏では曹休の処分について、皇族の一員であるということから不問とされた。また慰問のため、返って以前と同等以上の待遇が与えられることになった。しかし曹休は大敗したのが余程に堪えたのか、その年の内に背中に腫れ物を発して死亡してしまった。賈逵も同時期に病死したため、揚州には曹休の後任として、満寵が赴任することになる。